# روتخر برگمان
روتخر برگمان (هلندی: Rutger Bregman; ۲۶ آوریل ۱۹۸۸ – ) تاریخ‌نگار و نویسنده‌ی هلندی است، که چهار کتاب را با موضوعات تاریخ، فلسفه و اقتصاد به‌رشته‌ی تحریر درآورده‌است. یکی از این کتاب‌ها، آرمان‌شهر برای واقع‌گرایان: چگونه می‌توانیم جهانی ایدئال بسازیم، به‌ سی و دو زبان ترجمه شده‌است، و نسخه‌ی هلندی آن پرفروش‌ترین کتاب این کشور شد. این کتاب جنبشی را برای تثبیت حداقل درآمد پدید آورد که به‌زودی به‌سرخط اخبار بین‌المللی رسید. کار او در واشنگتن پست، گاردین و بی‌بی‌سی مورد معرفی قرار گرفته‌است. گاردین او را «پسر شگفت‌انگیز هلندی ایده‌های نو» معرفی می‌کند، و تد او را «یکی از مهم‌ترین اندیش‌مندان جوان اروپایی» می‌داند. سخن‌رانی او در تِد، با عنوان فقر فقدان شخصیت نیست، فقدان پول نقد است، به‌عنوان یکی از ده سخن‌رانی برتر سال ۲۰۱۷ انتخاب شده‌است.